# Liste der naturräumlichen Einheiten in Hamburg
Diese Liste der naturräumlichen Einheiten in Hamburg gibt die naturräumliche Gliederung wieder, soweit sie ganz oder teilweise auf dem Gebiet Hamburgs liegen. Sie beruht auf der naturräumlichen Gliederung für Deutschland, wie sie seit den 1950er Jahren vorgenommen und im Handbuch der naturräumlichen Gliederung Deutschlands vorgestellt wurde.
Die durch das Bundesamt für Naturschutz (BfN) 1994 erstellte Gliederung, die von der älteren leicht abweicht, wurde vorangestellt, die ältere Nummerierung in Klammern gesetzt. Bei den unteren Einheiten wurde das alte System noch übernommen.
Die naturräumlichen Haupteinheiten gliedern sich weiter auf in Unter-, Teil- und Grundeinheiten, deren Auflistung aber nur soweit vorhanden bislang beachtet wurde und in den entsprechenden Artikeln abgehandelt wird.
Des Weiteren haben diese Einheiten die Eigenschaft auch grenzübergreifend vertreten zu sein, sich nicht nach der politischen Einteilung in Bundesländer und Kreise zu richten und finden dementsprechend in Randgebieten auch Wiederkehr in Nachbarartikeln, so hier die Überschneidungen nach Schleswig-Holstein und Niedersachsen.

## Gliederung

### Nordwestdeutsches Tiefland

#### D25Ems- und Wesermarschen(61)
- 612 Watten im Elbe-Weser-Dreieck Jadebusen[5][6]
  - 612.22 (?)

#### D28Lüneburger Heide(64)
- 640 Hohe Heide[7]
  - 640.0 Wilseder Endmoränen
    - 640.00 Schwarze Berge
      - Harburger Berge

  - 644 Luheheide[8]
    - 644.0 Harburger Hügelland

#### D24Untere Elbeniederung (Elbmarsch)(67)
- 670 Harburger Elbmarschen
  - 670.0 Stader Marschen
    - 670.02 Das Alte Land[9]

  - 670.1 Bergedorfer Marschen[10]
    - 670.10 Finkenwerder Inselgebiet
    - 670.11 Wilhelmsburger Zweistromland
    - 670.12 Vierlande
    - 670.13 Hoopter Sietland
    - 670.17 Escheburger Vorgeest

#### D22Schleswig-Holsteinische Geest(69)
- 695 Hamburger Ring[11]
- 696 Lauenburger Geest[12]